# Plaza Arthouse
 (juillet 2012).
Si vous disposez d'ouvrages ou d'articles de référence ou si vous connaissez des sites web de qualité traitant du thème abordé ici, merci de compléter l'article en donnant les références utiles à sa vérifiabilité et en les liant à la section « Notes et références ».
 (août 2023).
- Si vous ne connaissez pas le sujet, laissez ce bandeau (vous pouvez alors contacter les auteurs).
- Si vous supprimez le contenu mis en cause (vous pouvez préalablement contacter les auteurs),

argumentez précisément cette suppression dans la page de discussion
(un manque de référence n'est pas un argument ; une recherche réelle de référence doit avoir été effectuée, être formellement documentée).
Le Plaza Arthouse est un cinéma situé à proximité de la Grand-Place de Mons en Belgique. Il ouvrit ses portes en 1994 dans les murs de l'ancien cinéma Plaza, créé en septembre 1937 sous le nom de Patria.

## Programmation
Le Plaza Arthouse est membre du réseau européen Europa Cinemas qui soutient l'industrie cinématographique européenne, réseau dont sont membres d'autres salles belges comme le Parc à Charleroi, les Grignoux à Liège et le Studio Skoop à Gand. Le but de cette salle n'est pas de projeter du cinéma artistique (essais cinématographiques, cinéma expérimental ou underground), mais de diffuser principalement du cinéma subventionné accessible à un large public, majoritairement des productions européennes récentes en version originale sous-titrée. Chaque année, le Plaza Art organise une trentaine d'avant-premières et propose une soixantaine de sorties nationales.
Au rythme de dix séances par an, ce cinéma programme des classiques du cinéma en reproduction numérique, sélectionnés par la Cinémathèque royale de Belgique.

## Subventions
Le cinéma Plaza est subventionné, notamment par la Communauté française Wallonie-Bruxelles à hauteur de 120 000 euros par an entre 2023 et 2026.